# Gais 1920/1921
Fotbollsklubben Gais spelade säsongen 1920/1921 i svenska serien, där man slutade på andra plats. Serien drog ut på tiden på grund av OS i Antwerpen och kunde inte spelas klart under 1920. Den spelades i stället färdigt under 1921. Gais deltog även i svenska mästerskapet 1920 och svenska mästerskapet 1921, men åkte ur turneringen tidigt båda åren.
En av de viktigare händelserna under 1921 var att Gais bjöds in i Göteborgsalliansen, som hade grundats 1919 av Örgryte IS och IFK Göteborg. Man blev dock inte fullvärdiga medlemmar; nettot från gemensamma arrangemang fördelades med 35 procent vardera till ÖIS och IFK, 30 procent till Gais. Även förlusterna fördelades enligt samma procentsats.
I den svenska OS-truppen 1920 fanns två gaisare med, Fritjof Hillén och Albert "Abben" Olsson.

## Svenska serien
Svenska serien startade våren 1920 och bestod av tio lag. Bara 10 av 18 planerade omgångar hann spelas klart 1920, på grund av dålig planering kring OS i Antwerpen 1920. När säsongen tog paus i slutet av 1920 låg Gais på andra plats. Serien spelades klart 1921, och Gais slutade på andra plats, två poäng efter Örgryte IS. Det spelades ingen serie 1921/1922.

### Tabell
| Nr | Lag             | S  | V  | O | F  | GM | IM | MS  | P  |
| -- | --------------- | -- | -- | - | -- | -- | -- | --- | -- |
| 1  | Örgryte IS      | 18 | 10 | 5 | 3  | 27 | 10 | +17 | 25 |
| 2  | Gais            | 18 | 10 | 3 | 5  | 47 | 25 | +22 | 23 |
| 3  | Hammarby IF     | 18 | 9  | 4 | 5  | 35 | 27 | +8  | 22 |
| 4  | Hälsingborgs IF | 18 | 9  | 4 | 5  | 33 | 27 | +6  | 22 |
| 5  | IFK Göteborg    | 18 | 8  | 4 | 6  | 39 | 21 | +18 | 20 |
| 6  | IFK Malmö       | 18 | 9  | 1 | 8  | 47 | 47 | 0   | 19 |
| 7  | Djurgårdens IF  | 18 | 6  | 4 | 8  | 24 | 33 | −9  | 16 |
| 8  | AIK             | 18 | 5  | 3 | 10 | 30 | 38 | −8  | 13 |
| 9  | IFK Eskilstuna  | 18 | 4  | 3 | 11 | 23 | 45 | −22 | 11 |
| 10 | IFK Norrköping  | 18 | 2  | 5 | 11 | 19 | 51 | −32 | 9  |

### Seriematcher
| Motståndare     | Hemma | Borta |
| --------------- | ----- | ----- |
| Örgryte IS      | 0–1   | 3–0   |
| Hammarby IF     | 5–1   | 4–1   |
| Hälsingborgs IF | 0–0   | 1–2   |
| IFK Göteborg    | 1–5   | 0–1   |
| IFK Malmö       | 8–2   | 1–3   |
| Djurgårdens IF  | 1–0   | 1–0   |
| AIK             | 3–2   | 3–1   |
| IFK Eskilstuna  | 7–1   | 2–2   |
| IFK Norrköping  | 5–1   | 2–2   |

## Svenska mästerskapet 1920
Gais var regerande mästare och gick in i mästerskapet i slutomgången, motsvarande åttondelsfinal. Man ställdes mot ärkerivalen IFK Göteborg, och blev utslagna direkt efter förlust med 2–1 på Walhalla (planen på Ullevi var vattensjuk och matchen flyttades därför). Enligt Dagens Nyheters referat var Gais det bättre laget, och man ledde även i halvtid, men förlorade på svaga ingripanden av målvakten Ivan Holmdahl. DN utsåg Fritjof Hillén till bästa man på plan.
Slutomgång
|  | 19 september 1920 | Walhalla, Göteborg000 |

|                  | IFK Göteborg    | 2 – 1         | GAIS |  |
| Herbert Karlsson | (0 – 1) Rapport | Bror Carlsson |      |  |
|                  |                 |               |      |  |

| Startelva: |  |                   |  |  |
|            |  |                   |  |  |
| MV         |  | Gunnar Wenzel     |  |  |
| HB         |  | Valdus Lund       |  |  |
| VB         |  | Henning Svensson  |  |  |
| HH         |  | Karl Olsson       |  |  |
| CH         |  | Konrad Törnqvist  |  |  |
| VH         |  | Karl Johansson    |  |  |
| HY         |  | Sven Johansson    |  |  |
| HI         |  | Gustaf Hermansson |  |  |
| CA         |  | Herbert Karlsson  |  |  |
| VI         |  | Erik Hjelm        |  |  |
| VY         |  | Mauritz Sandberg  |  |  |
|            |  |                   |  |  |
|            |  |                   |  |  |
|            |  |                   |  |  |
|            |  |                   |  |  |
|            |  |                   |  |  |
|            |  |                   |  |  |
|            |  |                   |  |  |
|            |  |                   |  |  |
|            |  |                   |  |  |
|            |  |                   |  |  |
|            |  |                   |  |  |
|            |  |                   |  |  |
|            |  |                   |  |  |
|            |  |                   |  |  |
|            |  |                   |  |  |
|            |  |                   |  |  |

| Startelva: |  |                  |  |  |
|            |  |                  |  |  |
| MV         |  | Ivan Holmdahl    |  |  |
| HB         |  | Douglas Krook    |  |  |
| VB         |  | Fritjof Hillén   |  |  |
| HH         |  | John Johansson   |  |  |
| CH         |  | Gustaf Johansson |  |  |
| VH         |  | Nils Karlsson    |  |  |
| HY         |  | Rune Wenzel      |  |  |
| HI         |  | Fridolf Jonsson  |  |  |
| CA         |  | Bror Carlsson    |  |  |
| VI         |  | Joel Björkman    |  |  |
| VY         |  | E. Samuelsson    |  |  |
|            |  |                  |  |  |
|            |  |                  |  |  |
|            |  |                  |  |  |
|            |  |                  |  |  |
|            |  |                  |  |  |
|            |  |                  |  |  |
|            |  |                  |  |  |
|            |  |                  |  |  |
|            |  |                  |  |  |
|            |  |                  |  |  |
|            |  |                  |  |  |
|            |  |                  |  |  |
|            |  |                  |  |  |
|            |  |                  |  |  |
|            |  |                  |  |  |
|            |  |                  |  |  |

| Domare: Einar Dusén, Norrköping | Publik: 6 500 |  |

## Svenska mästerskapet 1921
Gais gick in i turneringen i första kvalomgången, och förlorade direkt mot Fässbergs IF från Mölndal med 3–2. Fässberg gjorde både 1–0 och 2–1 på straff i första halvlek, och trots att Joel Björkman gjorde både 1–1 i första halvlek och 2–3 i matchens slutminuter var skrällen ett faktum. Gais var totalt överlägsna i andra halvlek, men uppträdde nervöst, och en straffmiss av Bror Carlsson i andra halvlek (rakt på målvakten) hjälpte inte heller utgången för sällskapet.
Gais hade 1921 överraskande förlorat även mot Kolltorp i distriktsmästerskapet 1921, och ordförande Axel Svensson rasade mot spelarna för deras underskattning av motståndet. Han menade att om man visar högmod i idrottstävlingar är det en skam, men om man visar högmod som gaisare är det en katastrof, för det har alltid varit oförenligt med Gais verksamhet.
|  | 31 maj 1921 | GAIS          | 2 – 3   | Fässbergs IF           | Ullevi, Göteborg |             |
|  |             | Joel Björkman | (1 – 2) | (str.) (str.) Lindberg | Publik: 500      | Publik: 500 |
|  |             |               |         |                        | Publik: 500      | Publik: 500 |
|  |             |               |         |                        | Publik: 500      | Publik: 500 |

## Landslagsspelare
Till Sveriges första landskamp år 1920, mot Finland på Stockholms stadion, togs hela fem gaisare ut: John "Snärjarn" Johansson, Nils Karlsson, Rune Wenzel, Joel Björkman och Fridolf Jonsson. I OS-laget samma år tog Fritjof Hillén (2 matcher av 3) och  "Abben" Olsson (3 matcher, 3 mål) varsin plats.